# Xbox Cloud Gaming
Xbox Cloud Gaming (conosciuto anche come XCloud) è un servizio di cloud gaming per titoli Xbox prodotto da Microsoft. La prima versione fu rilasciata il 15 settembre 2020. Questo servizio a partire dal 20 novembre 2020 è disponibile per gli utenti abbonati ad Xbox Game Pass Ultimate.

## Sviluppo
I primi passi per la creazione di Xbox Cloud Gaming sono apparsi nel 2016, quando Matt Choudry lavorava per la retrocompatibilità con i titoli Xbox 360. Microsoft ebbe l'intenzione di integrarla come servizio del neonato abbonamento Xbox Game Pass e riunì un grande team per lo sviluppo della piattaforma.
La stessa azienda annunciò il Project XCloud all'E3 2018, mostrando in anteprima la riproduzione di Forza Horizon 4 su uno smartphone collegato ad un controller Xbox.
Il servizio fu reso pubblico a partire dal 2019 in fase beta tester. All'E3 2019, Microsoft annuncia con ufficialità Xbox Cloud Gaming e afferma la grande quantità di titoli supportati, che lo rendono subito competitivo nel settore. Al momento del lancio, la piattaforma utilizzava dei server Blade basati su Xbox One S. Inizialmente ogni server era costituito da quattro Xbox ma successivamente l'involucro fu raddoppiato ad otto.
A partire dal 2020 il servizio fu introdotto anche su iOS in anteprima col supporto in oltre 21 paesi in Europa e Nord America, oltre che la Corea del Sud. Mentre il 15 settembre 2020 venne distribuito anche per dispositivi Android selezionati, con il supporto di ben 150 titoli.
XCloud è stato distribuito su Windows in fase beta il 9 agosto 2021, come servizio da poter sfruttare per chi fosse abbonato al Xbox Game Pass. Mentre a partire dal 14 settembre 2021 venne aggiunto il supporto con l'app Xbox, insieme a quello della riproduzione remota della console su un computer Windows. Viene introdotta anche una funzionalità Clarity Boost per gli utenti Windows tramite il browser Microsoft Edge che fornisce miglioramenti visivi lato client al contenuto in streaming.
Ad ottobre 2021, Microsoft inizia a rilasciare dei test di Xbox Cloud Gaming anche per le console Xbox One e Xbox Series X/S.

## Supporto e requisiti
Xbox Cloud Gaming è attualmente supportato nei 28 paesi seguenti: Argentina, Australia, Austria, Belgio, Brasile, Canada, Repubblica Ceca, Danimarca, Finlandia, Francia, Germania, Ungheria, Irlanda, Italia, Giappone, Messico, Paesi Bassi, Nuova Zelanda, Norvegia, Polonia, Portogallo, Slovacchia, Corea del Sud, Spagna, Svezia, Svizzera, Regno Unito e Stati Uniti.
I requisiti di velocità di Internet per il servizio di Xbox Cloud Gaming sono i seguenti:
|                    | Requisiti minimi            | Ottima prestazioni ed alta qualità |
| ------------------ | --------------------------- | ---------------------------------- |
| Download bandwidth | Almeno 4,75 Mbps            | Almeno 9 Mbps                      |
| Latenza            | Inferiore o uguale a 125 ms | Inforiore a 60 ms                  |

## Hardware e Caratteristiche
Xbox Cloud Gaming funziona tramite i 54 centri di cloud computing Azure di Microsoft ospitato in 140 paesi. A partire dal 2021, i server Blade sono stati aggiornati con l'hardware di Xbox Series X/S migliorando maggiormente le prestazioni.

### Dispositivi Mobile
Il servizio per dispositivi mobile supporta i controller da gioco tramite bluetooth ma per alcuni titoli sono disponibili anche i controlli touchscreen. I titoli che godono di questo supporto sono ben 150 tra cui: Fortnite, Wo Long: Fallen Dynasty, Among Us e Assassin's Creed Odyssey.
Tra i dispositivi di controllo compatibili rientrano: Controller wireless Xbox, controller Adattivo Xbox, Razer Kishi, DualShock 4, DualSense, SteelSeries, Backbone One (solo su iOS) e Controller cablati Xbox PowerA.
Mentre su dispositivi a doppio schermo come Surface Duo, alcuni titoli come Minecraft Dungeons e New Super Lucky's Tale supportano il gamepad virtuale sul secondo schermo.

### Console Xbox
Xbox Cloud Gaming è stato reso disponibile sulle console Xbox One e Xbox Series X/S a partire dal 17 novembre 2021. Il servizio è stato lanciato soprattutto per dare la possibilità agli utenti Xbox One di poter eseguire giochi sviluppati solo per Xbox Series X/S.

### Altri dispositivi
Il 28 giugno 2021 è stata resa disponibile la versione web di Xbox Cloud Gaming su browser supportati da Windows 10, utilizzabile dagli abbonati Xbox Game Pass. Mentre a luglio 2022 è stato aggiunto il supporto per Smart TV e monitor Samsung prodotti a partire dal 2021. Nel novembre 2022 Microsoft ha annunciato l'esistenza di un dispositivo streaming in fase di sviluppo sotto il nome di Project Keystone. Tuttavia, il CEO di Xbox Phil Spencer ne ha annunciato la sua interruzione, poiché i costi superavano di gran lunga la fascia di prezzo stimata di 120 dollari.